# 인도네시아 축구 협회
인도네시아 축구 협회(인도네시아어: Persatuan Sepak Bola Seluruh Indonesia; PSSI 쁘르사뚜안 세빡 볼라 슬루루 인도네시아[*])는 인도네시아 공화국의 축구 협회이다.